# Fernando Picún
Fernando Álvaro Picún de León (ur. 14 lutego 1972 w Montevideo) – urugwajski piłkarz występujący na pozycji obrońcy.

## Kariera klubowa
Picún karierę rozpoczynał w sezonie 1993 w zespole River Plate Montevideo. Jego barwy reprezentował do sezonu 1996. Na początku 1997 roku przeszedł do holenderskiego Feyenoordu. W Eredivisie zadebiutował 15 lutego 1997 w przegranym 0:2 meczu z FC Volendam. W sezonie 1996/1997 wywalczył z zespołem wicemistrzostwo Holandii. W Feyenoordzie występował do końca sezonu 1997/1998. Następnie grał w Defensorze Sporting, japońskiej Urawie Red Diamonds, z którą w sezonie w 1999 spadł z J1 League do J2 League oraz w Danubio, gdzie w 2001 roku zakończył karierę.

## Kariera reprezentacyjna
W reprezentacji Urugwaju Picún zadebiutował w 1996 roku. W 1999 roku został powołany do kadry na Copa América. Na tym turnieju zagrał we wszystkich meczach swojej drużyny; z Kolumbią (0:1), Ekwadorem (2:1), Argentyną (0:2), Paragwajem (1:1, 5:3 w rzutach karnych), Chile (1:1, 5:3 w rzutach karnych) oraz w finale z Brazylią (0:3).
W latach 1996–1999 w drużynie narodowej Picún rozegrał 9 spotkań.